# Francesca Bertini
Pour les articles homonymes, voir Bertini.
Francesca Bertini - pseudonyme d'Elena Seracini Vitiello, née le 11 avril 1892 à Prato et morte le 13 octobre 1985 à Rome, est une actrice cinématographique italienne de l'époque du cinéma muet.

## Biographie
Fille de l'accessoiriste napolitain Arturo Vitiello et de l'actrice florentine Adelaide Frataglioni, Francesca Bertini passa son enfance à Naples. Elle commença très jeune à monter sur scène, interprétant des comédies napolitaines, et par la suite elle parut dans un grand nombre de films muets en partie sans intérêt. À 21 ans, elle alla à Rome et interpréta le premier rôle féminin dans Histoire d'un Pierrot (1913) mis en scène par Baldassarre Negroni.
C'est deux ans plus tard qu'elle atteignit probablement le sommet de sa carrière avec le rôle d'Assunta Spina, dans le film homonyme tiré du drame de Salvatore Di Giacomo et codirigé et interprété par lui avec Gustavo Serena. Ensuite elle interpréta à l'écran des grands personnages littéraires et théâtraux, comme Fedora, Tosca et la Dame aux Camélias. Sa beauté extraordinaire et sa présence sur la scène, surtout dans les moments tragiques, faisaient d'elle le premier exemple de diva cinématographique.
La guerre terminée, la Fox lui fit une offre alléchante pour jouer dans quelques films américains, mais elle la refusa : elle venait de faire la connaissance du banquier suisse Paul Cartier qu'elle épousa en 1921. Après son mariage, ses apparitions se firent beaucoup plus rares, et il est vraisemblable qu'avec l'arrivée du cinéma parlant, comme bien d'autres acteurs, elle ne sut pas s'adapter aux nouvelles techniques d'interprétation.
Dans les années 1960 et 1970, elle participa à quelques émissions télévisées : elle fut interviewée par Mike Bongiorno et Maurizio Costanzo, et elle évoquait avec une pointe de nostalgie la période lointaine et légendaire de ses triomphes.
En 1976, Bernardo Bertolucci la convainquit de sortir de sa retraite et de paraître dans un bref caméo, en vêtements de religieuse, dans 1900 (Novecento).
En 1982, le réalisateur Gianfranco Mingozzi tourna pour la télévision un documentaire qui lui était consacré et dédié : La Dernière Diva.

## Filmographie partielle
Parmi les 90 films qu'elle a interprétés :
- 1904 : La dea del mare
- 1910 : Le Trouvère
- 1910 : Salomé

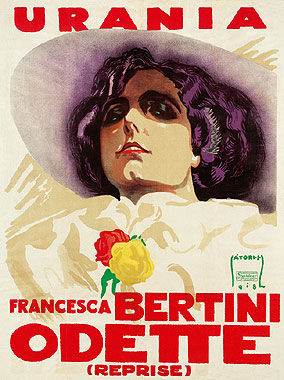
Affiche pour le film Odette.

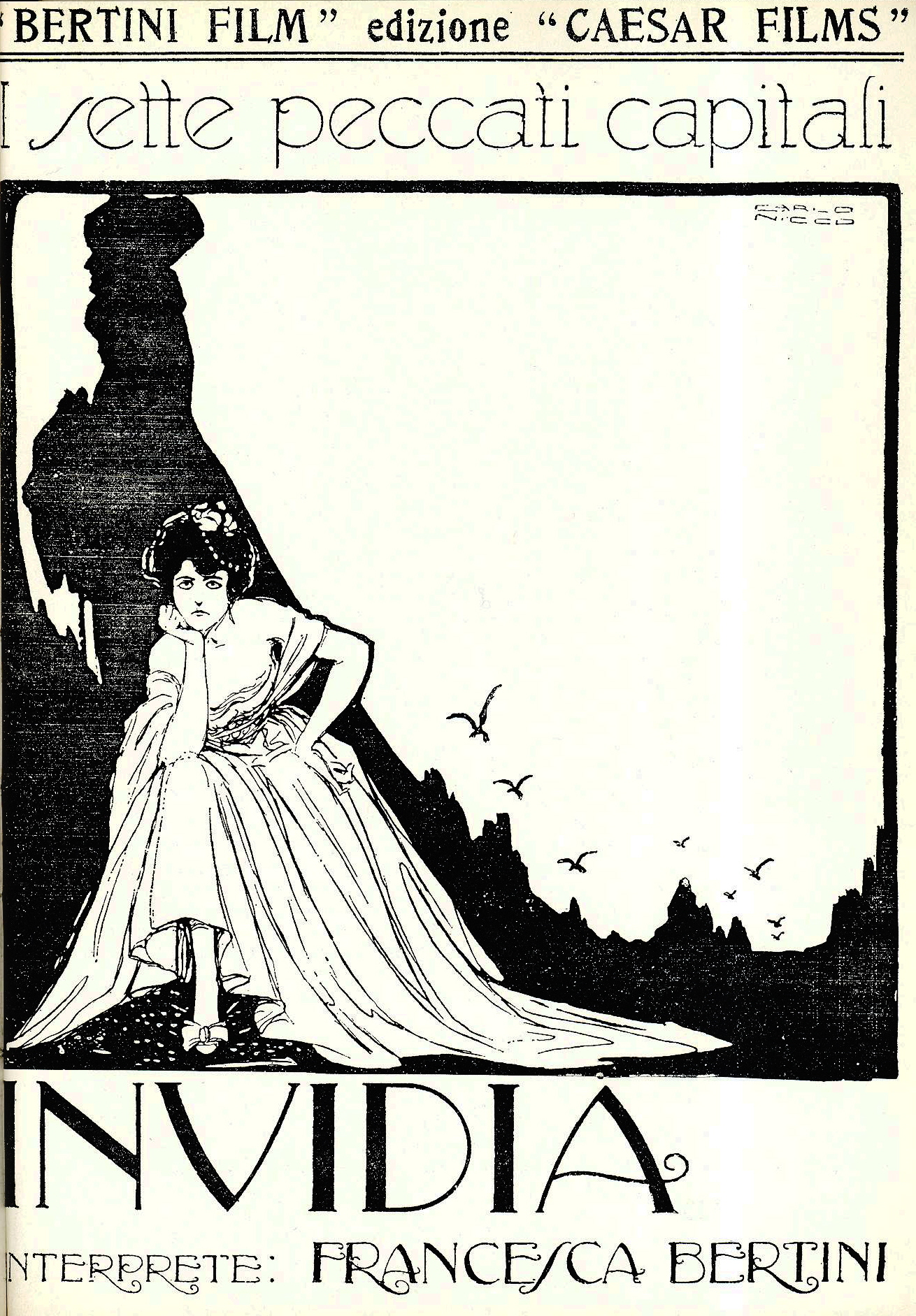
Francesca Bertini à l'affiche de Invidia (1919).

- 1910 : Le Roi Lear (Re Lear) de Gerolamo Lo Savio : Cordelia
- 1910 : Folchetto de Narbonne d'Ugo Falena
- 1910 : La Mort civile (La morte civile) de Gerolamo Lo Savio
- 1910 : Lucrèce Borgia de Mario Caserini
- 1911 : Francesca da Rimini de Ugo Falena
- 1911 : Tristan et Yseult de Ugo Falena
- 1912 : Un amour de Pierre de Médicis de Giuseppe Petrai
- 1912 : La Rose de Thèbes (La rosa di Tebe) d'Enrico Guazzoni
- 1912 : Idillio tragico
- 1913 : Histoire d'un Pierrot, réalisé par Baldassarre Negroni
- 1913 : Tramonto
- 1914 : Sang bleu (Sangue blu) de Nino Oxilia
- 1915 : Assunta Spina
- 1915 : Nelly la Gigolette
- 1915 : La Dame aux camélias (La signora dalle camelie) : Marguerite Gautier
- 1916 : Odette de Giuseppe De Liguoro
- 1916 : Le Pacte (Il patto)
- 1916 : Fedora
- 1917 : La piccola fonte de Roberto Roberti
- 1917 : L'Affaire Clémenceau (Il processo Clémenceau)
- 1917 : Malia
- 1918 : La Tosca (Tosca)
- 1918 : Les Sept péchés capitaux : La gourmandise (La gola) de Camillo De Riso
- 1918 : Les Sept péchés capitaux : L'orgueil (L'orgoglio) d'Edoardo Bencivenga
- 1918 : Les Sept péchés capitaux : La colère (L'ira) d'Alfredo De Antoni
- 1918 : Les Sept péchés capitaux : L'avarice (L'avarizia) de Gustavo Serena
- 1918 : Eugenia Grandet (La Figlia dell’avaro) de Roberto Roberti, d'après Eugénie Grandet d'Honoré de Balzac : Eugénie Grandet
- 1919 : Les Sept péchés capitaux : La paresse (L'accidia) d'Edoardo Bencivenga
- 1919 : Les Sept péchés capitaux : L'envie (L'invidia) d'Alfredo De Antoni
- 1919 : Les Sept péchés capitaux : La luxure (La lussuria) d'Edoardo Bencivenga
- 1919 : Anima allegra
- 1919 : Serpe, réalisé par Roberto Roberti
- 1920 : Maddalena Ferat, réalisé par Roberto Roberti et Febo Mari
- 1922 : La donna nuda de Roberto Roberti
- 1928 :Tu m'appartiens! de Maurice Gleize
- 1928 : Odette de Luitz-Morat
- 1930 : La Femme d'une nuit de Marcel L'Herbier
- 1935 : Déchéance de Jacques Houssin et Giorgio Zambon
- 1976 : 1900 (Novecento) de Bernardo Bertolucci
- 2021 : Italia, le feu, la cendre (documentaire)

### Sources
- (it) Cet article est partiellement ou en totalité issu de l’article de Wikipédia en italien intitulé « Francesca Bertini » (voir la liste des auteurs).